# Campionati europei di atletica leggera 2024 - Lancio del disco femminile
La gara del lancio del disco femminile dei campionati europei di atletica leggera 2024 si è svolta tra il 7 e l'8 giugno allo Stadio Olimpico di Roma, in Italia.

## Podio
| Pos.    | Atleta              | Nazionalità | Tempo   |
| ------- | ------------------- | ----------- | ------- |
| Oro     | Sandra Elkasević    | Croazia     | 67,04 m |
| Argento | Jorinde van Klinken | Paesi Bassi | 65,99 m |
| Bronzo  | Liliana Cá          | Portogallo  | 64,53 m |

## Situazione pre-gara

### Record
Prima di questa competizione, il record del mondo, il record europeo e il record dei campionati erano i seguenti.
| Record                | Prestazione | Atleta                        | Data                                       | Competizione |
| --------------------- | ----------- | ----------------------------- | ------------------------------------------ | ------------ |
| Record mondiale       | 76,80 m     | Gabriele Reinsch Germania Est | 9 luglio 1988 Neubrandenburg, Germania Est |              |
| Record europeo        | 76,80 m     | Gabriele Reinsch Germania Est | 9 luglio 1988 Neubrandenburg, Germania Est |              |
| Record dei campionati | 71,36 m     | Diana Gansky Germania Est     | 28 agosto 1986 Stoccarda, Germania Ovest   | Europei 1986 |

### Campionessa in carica
La campionessa in carica a livello europeo era:
| Campione | Atleta                   | Prestazione | Data e luogo                               | Competizione            |
| -------- | ------------------------ | ----------- | ------------------------------------------ | ----------------------- |
| Europeo  | Sandra Elkasević Croazia | 67,95 m     | 16 agosto 2022 Monaco di Baviera, Germania | Campionati europei 2022 |

### La stagione
Prima di questa gara, le atlete con le migliori tre prestazioni europee dell'anno erano:
| Pos. | Atleta                     | Prestazione | Data e luogo                       |
| ---- | -------------------------- | ----------- | ---------------------------------- |
| 1    | Marike Steinacker Germania | 67,31 m     | 11 maggio 2024 Wiesbaden, Germania |
| 2    | Irina Rodrigues Portogallo | 66,60 m     | 10 marzo 2024 Leiria, Portogallo   |
| 3    | Sandra Elkasević Germania  | 66,48 m     | 30 maggio 2024 Oslo, Norvegia      |

## Risultati

### Qualificazioni
I turni di qualificazione si sono tenuti il 7 giugno a partire dalle ore 12:15.
Accedono alla finale le atlete di ogni gruppo che raggiungono la misura di 62,50 m (Q) o le 12 migliori misure (q).

#### Gruppo A
| Pos. | Atleta                     | Nazionalità | 1ª prova | 2ª prova | 3ª prova | Misura  | Note                          |
| ---- | -------------------------- | ----------- | -------- | -------- | -------- | ------- | ----------------------------- |
| 1    | Sandra Elkasević           | Croazia     | 56,11    | 65,62    | -        | 65,62 m | Q                             |
| 2    | Jorinde van Klinken        | Paesi Bassi | 58,54    | 65,12    | -        | 65,12 m | Q                             |
| 3    | Liliana Cá                 | Portogallo  | 64,72    | -        | -        | 64,72 m | Q                             |
| 4    | Shanice Craft              | Germania    | 62,44    | x        | x        | 62,44 m | q                             |
| 5    | Vanessa Kamga              | Svezia      | x        | 59,26    | 60,88    | 60,88 m | q                             |
| 6    | Daisy Osakue               | Italia      | 60,10    | 58,48    | 60,03    | 60,10 m |                               |
| 7    | Daria Zabawska             | Polonia     | 56,88    | 59,02    | 58,66    | 59,02 m |                               |
| 8    | Amanda Ngandu-Ntumba       | Francia     | 56,78    | 57,07    | 56,03    | 57,07 m |                               |
| 9    | Stefania Strumillo         | Italia      | 57,04    | 53,81    | 55,18    | 57,04 m |                               |
| 10   | Lucija Leko                | Croazia     | 53,50    | 56,97    | 52,70    | 56,97 m | Miglior prestazione personale |
| 11   | Ieva Gumbs                 | Lituania    | 53,48    | 56,56    | 54,67    | 56,56 m |                               |
| 12   | Annesofie Hartmann Nielsen | Danimarca   | 55,72    | x        | 55,73    | 55,73 m |                               |
| 13   | Karolina Urban             | Polonia     | 55,47    | x        | 54,21    | 55,47 m |                               |
| 14   | Helena Leveelahti          | Finlandia   | x        | 55,22    | 52,66    | 55,22 m |                               |

#### Gruppo B
| Pos. | Atleta               | Nazionalità | 1ª prova | 2ª prova | 3ª prova | Misura  | Note |
| ---- | -------------------- | ----------- | -------- | -------- | -------- | ------- | ---- |
| 1    | Marike Steinacker    | Germania    | 59,98    | 58,61    | 63,30    | 63,30 m | Q    |
| 2    | Melina Robert-Michon | Francia     | 59,68    | 60,71    | 61,90    | 61,90 m | q    |
| 3    | Irina Rodrigues      | Portogallo  | 60,43    | 61,32    | 58,28    | 61,32 m | q    |
| 4    | Caisa-Marie Lindfors | Svezia      | 59,89    | 61,22    | x        | 61,22 m | q    |
| 5    | Claudine Vita        | Germania    | 60,46    | 60,96    | x        | 60,96 m | q    |
| 6    | Marija Tolj          | Croazia     | 57,72    | 60,67    | 60,65    | 60,67 m | q    |
| 7    | Alexandra Emilianov  | Moldavia    | 60,65    | x        | x        | 60,65 m | q    |
| 8    | Lisa Brix Pedersen   | Danimarca   | 51,62    | 57,64    | x        | 57,64 m |      |
| 9    | Özlem Becerek        | Turchia     | x        | 53,52    | 55,73    | 55,73 m |      |
| 10   | Weronika Muszyńska   | Polonia     | 55,62    | x        | 53,02    | 55,62 m |      |
| 11   | Salla Sipponen       | Finlandia   | 54,58    | 54,24    | 54,92    | 54,92 m |      |
| 12   | Dóra Kerekes         | Ungheria    | 52,92    | 47,08    | 51,15    | 52,92 m |      |
| 13   | Emma Ljungberg       | Svezia      | 51,98    | x        | x        | 51,98 m |      |
| -    | Emily Conte          | Italia      | x        | x        | x        | nm      |      |

### Finale
La finale si è tenuta l'8 giugno a partire dalle 21.37.
| Pos     | Atleta               | Nazionalità | 1ª prova | 2ª prova | 3ª prova | 4ª prova | 5ª prova | 6ª prova | Risultato | Note                                     |
| ------- | -------------------- | ----------- | -------- | -------- | -------- | -------- | -------- | -------- | --------- | ---------------------------------------- |
| Oro     | Sandra Elkasević     | Croazia     | 67,04    | x        | 65,40    | 66,34    | x        | 62,25    | 67,04 m   | Miglior prestazione personale stagionale |
| Argento | Jorinde van Klinken  | Paesi Bassi | 61,68    | 63,21    | 64,47    | 63,37    | x        | 65,99    | 65,99 m   | Miglior prestazione personale stagionale |
| Bronzo  | Liliana Cá           | Portogallo  | 61,42    | 64,53    | x        | 61,43    | x        | 63,06    | 64,53 m   |                                          |
| 4       | Irina Rodrigues      | Portogallo  | 62,09    | 60,78    | 62,76    | 62,23    | x        | 61,28    | 62,76 m   |                                          |
| 5       | Claudine Vita        | Germania    | 60,45    | 61,59    | 62,65    | 61,99    | 62,52    | x        | 62,65 m   |                                          |
| 6       | Shanice Craft        | Germania    | 59,51    | 60,28    | 61,73    | x        | 59,93    | 60,05    | 61,73 m   |                                          |
| 7       | Melina Robert-Michon | Francia     | 60,87    | 60,53    | 60,70    | 61,65    | 59,87    | x        | 61,65 m   |                                          |
| 8       | Marija Tolj          | Croazia     | 60,76    | 61,27    | x        | 61,42    | x        | x        | 61,42 m   |                                          |
| 9       | Vanessa Kamga        | Svezia      | 60,62    | x        | -        |          |          |          | 60,62 m   |                                          |
| 10      | Caisa-Marie Lindfors | Svezia      | 59,31    | 60,28    | x        |          |          |          | 60,28 m   |                                          |
| 11      | Alexandra Emilianov  | Moldavia    | 60,24    | x        | 59,30    |          |          |          | 60,24 m   |                                          |
| 12      | Marike Steinacker    | Germania    | x        | 59,72    | 52,62    |          |          |          | 59,72 m   |                                          |